# التهاب الجلد الركودي
التهاب الجلد الركودي(بالإنجليزية Stasis dermatitis).ويسمى أيضا بأسماء مختلفة منها:(التهاب الجلد الإكزيميا«أكزيما الازدحام»، «التهاب الجلد الجاذبي»، «الأكزيما الجاذبية»، «ركود الأكزيما»، و«دوالي الأكزيما» التهاب الجلد الركودي) يحدث نتيجة لضعف الدورة الدموية الوريدية، ويظهر على شكل تقشر في الأطراف السفلية، مع ظهور تورم والسريع. والتهاب الجلد الركودي شائع لدى النساء الأكبر سنا أو المصابين بجلطة الساق.
دوالي الأكزيما ينطوي على الجلد أو بالقرب من الدوالي في الساقين، وعادة ما يتأثر الجلد على الكاحلين. تحدث الدوالي الوريدية عندما تسد الصمامات وبخاصة إذا كان هناك خلل في الأوعية الدموية، والسماح للتدفق الدم إلى الوراء. الشرط هو أكثر احتمالا أن تحدث في الأشخاص الذين يعانون من زيادة الوزن.

## الاعراض
- ترقق الجلد.حيث يكون جلد الساقين رقيق، يميل لون الانسجة فيه إلى اللون البني احيانا، مع الآفات الجلدية ممكن (طاخة أو بقع)، البقع الحمراء، وسطحية تهيج الجلد و/ أو سواد و/ أو سماكة الجلد في الساقين أو الكعبين.
- - ضعف الجلد وربما تتقرح في بعض المناطق.
- -تورم الساقين والكاحلين.
- -تقيح وفتح القروح، وشقوق في الجلد حالة من هذا الاضطراب يهيئ لدخول عدوى بكتيرية، تسبب انتشار التهاب النسيج الخلوي(Cellulitis), أو قرحة الركود(Venous ulcer).
- -حكة.
- - آلام في الساقفي بعض الأحيان قد تستمر آلام الأنسجة من تورم وربما يشعر مثل «طعن» أو «وخز إبرة»

التهيج يتمركز عادة بالكاحل، حيث يشاهد احمرار، تقشر لطيف، تلطيخ بني. تكون الوذمة والأوردة الدواليّة varicose veins شائعة لكنها لا توجد دائماً على الإطلاق. تهمل الحالة غالباً بسبب النقص النسبي للأعراض. المصير المعتاد للآفة هو ازدياد الوذمة، خمج جرثومي ثانوي، وتقرح لاحق. أظهرت الدراسات الحديثة ترسب الفبرين حول الوعاء وأظهرت منعكسات غير طبيعية مضيقة للأوعية الصغيرة، والذي قد يكون السبب الحقيقي للمرض.

## العلاج
ينصح المريض دوما برفع الساق فوق مستوى القلب لزيادة العودة الوريدية، ولمنع الوزمة النسيجية، الجوارب الداعمة والمعالجة الموضعية ضرورية. تعتمد المعالجة الموضعية على مرحلة المرض. في التهاب الجلد الحاد، يجب تطبيق ضمادات ماء الصنبور، باستمرار بالبداية ثم بشكل متقطع. إذا كانت الآفة متقيحة، فإن الضمادات الغروانية المائية الأكثر امتصاصاً هي العلاج المفضل. عندما تصبح الآفة أقل من الحادة، يجب تطبيق مرهم أو كريم كورتيكوستيروئيدي. أو بشكل مدمج بلصاقات أكسيد الزنك. وقد تكون مضادات الالتهاب الفموية مفيدة عند وجود التهاب للنسيج الخلوي؛ تكون الصادات الحيوية الموضعية عديمة الفائدة وغالباً ما تسبب التهاب جلد تماسي. عند انحسار الوذمة والالتهاب، قد تكون رقعة الجلد الـ split-thickness مفيدة. يجب أن يرتدي المريض جوارب داعمة مناسبة عند المشي لمنع أو تقليل الوذمة.
القرحات لدى المرضى الجوالين قد تلتئم بحذاء Unna (جيلاتين الزنك)، ضمادات جيلاتين الزنك، أو أحد الملابس الأحدث (الغروانية).
يجب عدم استخدام الأدوية المعقدة والمتعددة: فالجلد في التهاب الجلد الركودي معرض للإصابة بالمهيجات وبالعوامل المحسسة موضعياً (الصادات الحيوية-المواد المخدرة-وسواغات الأدوية الموضعية خاصة اللانولين).